# T-14 Armata
Il T-14 Armata (in cirillico: Т-14 Армата), più raramente Oggetto 148, è un carro armato di fabbricazione russa, il primo sviluppato dopo la dissoluzione dell'URSS  e parte della piattaforma Armata (comprendente varie categorie di veicoli come il veicolo da combattimento di fanteria T-15 e il semovente d'artiglieria Koalitsiya).
Prodotto dalla Uralvagonzavod e presentato al pubblico il 9 maggio 2015 in occasione del 70º anniversario della vittoria della Grande Guerra Patriottica, è attualmente in fase di prova. Ne è stata messa a punto anche una versione per il mercato estero.
La produzione del carro ha subito negli anni varie battute d'arresto, principalmente a causa delle scarse capacità della Russia di produrre un tale numero di mezzi militari così moderni per difficoltà finanziarie e per via delle sanzioni internazionali che hanno bloccato il reperimento di componenti elettronici fondamentali. Inizialmente ne fu prevista la produzione in serie di 2.300 esemplari con la consegna del primo lotto da 100 nel 2020; successivamente l'ordine totale venne abbassato ad alcune centinaia di veicoli con un primo lotto che secondo le dichiarazioni di alcuni esponenti russi si sarebbe dovuto consegnare nel 2022. A causa dei pesanti ritardi e nelle problematiche tecniche relative alla sua produzione, nonché delle straordinarie caratteristiche promosse soprattutto a livello nazionale, il carro è stato accusato di essere principalmente uno strumento di propaganda per esaltare le capacità industriali e militari russe.

## Caratteristiche tecniche
Il T-14 è caratterizzato da una torretta compatta automatizzata dotata di un cannone ad anima liscia da 125 mm 2A83/2A82 con caricamento automatico ed una riserva di circa 32 colpi nel caricatore e altri 12 circa in una riserva secondaria, in grado di sparare munizioni esplosive, perforanti a distacco di sabot (APFSDS), a carica cava, missili e altri tipi di munizioni, una mitragliatrice da 12,7 mm che può essere sostituita con un cannoncino da 30 mm. Le armi sono a controllo remoto automatizzato per ingaggiare automaticamente i bersagli, utile in particolare per il cannoncino da 30 mm contro aerei lenti ed elicotteri. Il cannone principale è stato progettato e viene prodotto nella Fabbrica Nº 9 di Ekaterinburg.
L'equipaggio è di tre persone (pilota, capocarro e servente/addetto agli armamenti), alloggiate nello scafo in posizione anteriore, all'interno di una cellula di sicurezza.
Il motore ha circa 1.500 (1200-2000) HP ed è posteriore.
La massa è stimata in circa 48+1 t.
La corazzatura è stata aumentata e migliorata nella composizione, portando il livello di protezione equivalente massimo a circa 1024 mm contro proiettili APFSDS (2000 m).  A questa si aggiungono la corazza reattiva Malachit e il sistema di protezione attiva Afghanit che include un radar a onde millimetriche per rilevare, monitorare e intercettare munizioni anticarro in arrivo. 
In più ci sarebbe il sistema melograni (mascheratura) + matrice a scansione elettronica attiva (100 000 m) in grado di rendere il carro completamente invisibile ai radar.